# Tjipekapora Herunga
Tjipekapora Herunga, née le 1er janvier 1988 à Ehangono (Oshana), est une athlète namibienne, spécialiste du 200 mètres et du 400 mètres.

## Biographie
Elle est plusieurs fois médaillés aux Jeux africains sur 200 m et 400 m. Elle a participé aux Jeux Olympiques de Londres en 2012 où elle atteint les demi-finales sur 400 m.

### Palmarès
| Date | Compétition            | Lieu        | Résultat | Épreuve | Performance |
| ---- | ---------------------- | ----------- | -------- | ------- | ----------- |
| 2007 | Jeux africains         | Alger       | 7e       | 400 m   | 53 s 13     |
| 2011 | Jeux africains         | Maputo      | 3e       | 200 m   | 23 s 50     |
| 2011 | Jeux africains         | Maputo      | 3e       | 400 m   | 51 s 84     |
| 2012 | Championnats d'Afrique | Porto-Novo  | 6e       | 200 m   | 23 s 92     |
| 2015 | Jeux africains         | Brazzaville | 3e       | 400 m   | 51 s 55     |

### Records
| Épreuve | Performance | Lieu     | Date       |
| ------- | ----------- | -------- | ---------- |
| 200 m   | 23 s 40     | Pretoria | 5 mai 2012 |
| 400 m   | 51 s 24     | Pretoria | 4 mai 2012 |